# Мэнди Брайт
Мэнди Брайт (англ. Mandy Bright), настоящее имя Моника Кристина Коти (венг. Kóti Mónika Krisztina, род. 12 апреля 1978 года) — венгерская порноактриса и порнорежиссёр, лауреат премии AVN Awards.

## Биография
Родилась в Будапеште (Венгрия) 12 апреля 1978 г. Прежде чем посвятить себя карьере порноактрисы, работала в костюмированном магазине. Её первая возможность выступить в качестве актрисы появилась в 2001 году, в возрасте 22 лет, со студией Private. Позже снималась для Anabolic, Red Light District, Wicked Pictures и Evil Angel.
В 2004 году она была объявлена лучшей зарубежной актрисой года на церемонии AVN Awards.
Помимо актёрской работы, также является режиссёром и сняла 12 фильмов.
Решила уйти из индустрии в 2013 году, снявшись в общей сложности в 382 фильмах в качестве актрисы, и сняв 12 в качестве режиссёра.

## Награды и номинации
| Год  | Церемония  | Результат | Номинация                                         | Работа                     |
| ---- | ---------- | --------- | ------------------------------------------------- | -------------------------- |
| 2003 | AVN Awards | Номинация | Лучшая групповая лесбийская сцена                 | Faust: The Power of Sex    |
| 2004 | AVN Awards | Победа    | Лучшая иностранная исполнительница года           | н/д                        |
| 2005 | AVN Awards | Номинация | Лучшая сексуальная сцена зарубежного производства | Euro Angels: Hardball 24   |
| 2005 | AVN Awards | Номинация | Лучшая иностранная исполнительница года           | н/д                        |
| 2006 | AVN Awards | Номинация | Лучшая иностранная исполнительница года           | н/д                        |
| 2006 | AVN Awards | Номинация | Лучшая групповая сексуальная сцена                | Lexie & Monique Love Rocco |
| 2007 | AVN Awards | Номинация | Лучшая сексуальная сцена зарубежного производства | Addiction                  |
| 2007 | AVN Awards | Номинация | Лучшая иностранная исполнительница года           | н/д                        |
| 2011 | AVN Awards | Номинация | Лучшая сексуальная сцена зарубежного производства | A Fucking Christmas Dinner |